# Хитрук, Андрей Фёдорович
Андре́й Фёдорович Хитру́к (14 августа 1944, Москва — 6 мая 2019) — советский и российский пианист, музыкальный преподаватель, музыкальный журналист, а также писатель и публицист. Заслуженный работник культуры Российской Федерации (1996), кандидат искусствоведения. 

## Биография
Андрей Хитрук родился 14 августа 1944 года в Москве, в семье режиссёра Фёдора Хитрука (1917—2012) и художника-мультипликатора Марии Мотрук (1916—1984). После окончания школы, в 1968 году, поступил в Московскую государственную консерваторию имени П. И. Чайковского.
Через год, в 1969 году, начинает преподавать в Государственном музыкальном училище имени Гнесиных (ныне Колледж имени Гнесиных) под высшей квалификационной категорией.
Создал и опубликовал более 100 статей для журнала «Советская музыка», газет «Искусство» и «Российская музыкальная газета».
Автор книги «11 взглядов на фортепианное искусство». Переводчик книг «Ты никогда не будешь пианистом!» Артура Шнабеля в 1999 году, 2 тома книги «Избранное» в 2006 году. Был членом жюри «Третьего Международного юношеского конкурса пианистов и скрипачей имени Гнесиных» в 2003 году.
С 2000 года преподавал по совместительству в МГУМИ имени Шопена. Работал преимущественно в издательстве «Класика-XXI».

## Награды и звания
- Заслуженный работник культуры Российской Федерации (9 марта 1996 года) — за заслуги в области культуры и многолетнюю плодотворную работу[2].

## Известные ученики
За время педагогической деятельности у Андрея Фёдоровича было много учеников. Среди них:
- Нгуен Ши Фыонг — профессор Ханойской консерватории во Вьетнаме.
- М. Мировская — солистка Харьковской консерватории.
- А. Сафонова — профессор консерватории Маастрихта, Нидерланды.
- Георгий Войлочников — аспирант МГК имени П. И. Чайковского по классу профессора Иголинского. Лауреат: трех премий Всероссийского конкурса молодых пианистов в Воронеже (2003); двух премий III Международного конкурса пианистов имени Гнесиных (2004); 4 премий Международного конкурса «Классическое наследие» (2004); премии IV Международного конкурса имени Скрябина (2008); 5 премий II Международного конкурса пианистов в Такамацу в Японии (2010); 2 премий XVI Международного конкурса пианистов в Андорре (2011); стипендии имени Кастельского.
- Михаил Берестнев — аспирант Университета Северного Техаса. Лауреат: 3 премий Международного конкурса пианистов имени Гнесиных (2003); 2 премий Международного конкурса пианистов имени Станислава Нейгауза в Челябинск (2010); 4 премий Международного конкурса имени М. Канальс, Барселона, (2012); 3 премий Американского национального конкурса ассоциации МТNA, Нью Йорк, (2012); 4 премий Международного конкурса в Сиднее, (2012); премии Международного конкурса пианистов и струнных «Sorantin competition», Сан-Анджело, Техас (2012); 2 премий Международного конкурса пианистов BNDES, Рио-де-Жанейро (2012). А также полуфиналист Международного конкурса имени Королевы Елизаветы в Брюсселе (2013).
- Михаил Долгов — выпускник Московской государственной консерватории им. П. И. Чайковского (класс профессора Ю. С. Слесарева), выпускник ассистентуры-стажировки Академии им. Маймонида РГУ (класс профессора А. Я. Рябова). Стипендиат: Управления культуры ЦАО г. Москвы (2010,2011), Правительства Москвы (2011).Дипломант: Московского фестиваля романтической музыки (2010), Международного юношеского конкурса пианистов им. С. В. Рахманинова (Тамбов,2012). Международного конкурса «Premio Mauro Paolo Monopoli» (Барлетта, Италия, 2017). Лауреат: Московского фестиваля романтической музыки (2008), Международного конкурса им. Марии Юдиной (2-я премия,Санкт-Петербург,2009), Международного конкурса им. М. А. Балакирева «Русская музыка» (2-я премия,Краснодар,2010),Международного конкурса пианистов-исполнителей славянской музыки с оркестром им. С.Монюшко (2-я премия,Минск,2011),Международного конкурса молодых пианистов им. Алемдара Караманова (2-я премия,Симферополь,2013). Международного конкурса им. С. Тальберга (Неаполь (Италия), 3-я премия, 2018). Также обладатель специального приза «За лучшее исполнение Вариаций Н.Сабитова» на Международном конкурсе музыкантов-исполнителей им. Н.Сабитова в Уфе (2012).
- Артём Маркарян — выпускник Московской государственной консерватории им. П. И. Чайковского (класс профессора Ю. С. Слесарева); с 2018 года — студент Высшей школы музыки г. Люцерн, Швейцария (классе профессора Константина Лифшица); стипендиат Министерства Культуры РФ (2002, 2005) и Правительства Швейцарии (2017,2018); лауреат 3 премии международного конкурса «ClaviCologne» (Кельн, Германия, 2016).
- Тихон Шевков — студент Колледжа имени Гнесиных. Стипендиат Фонда Юрия Розума, лауреат конкурса на стипендию имени Александра Скрябина. Обладатель Специального приза на 4 Московском Международном фестивале-конкурсе им. Г. Г. Нейгауза. Лауреат: премии Московского конкурса «Весенние надежды»; 3 премий Международного конкурса "Музыкальный алмаз;, премии I Международного конкурса имени Александр Скрябина и Сергея Рахманинова в Болгарии, София; 2 премий Международного Конкурса «Piano Forum» в Киеве.
- Иван Ярчевский — студент Высшей школы музыки королевы Софии в Мадриде (класс народного артиста РФ Дмитрия Башкирова). Обладатель: специального приза VI Международного юношеского конкурса имени Сергея Рахманинова в Тамбове, (2012); специального приза от фирмы Стейнвей VII Международного конкурса молодых музыкантов в Ольденбурге, Германия (2013). Лауреат 3 премий VI Международного конкурса музыки Сергея Рахманинова, Санкт-Петербург, (2012). Дипломант III Международного конкурса имени Сергея Рахманинова во Франкфурте на Майне, (2013).